# Nozze di Cana (Duccio)
Le Nozze di Cana è una pittura del pittore senese Duccio di Buoninsegna realizzato nel 1308-1311 e conservato nel Museo dell'Opera del Duomo di Siena.
Il dipinto faceva parte della predella della Maestà del Duomo di Siena.

## Descrizione e stile

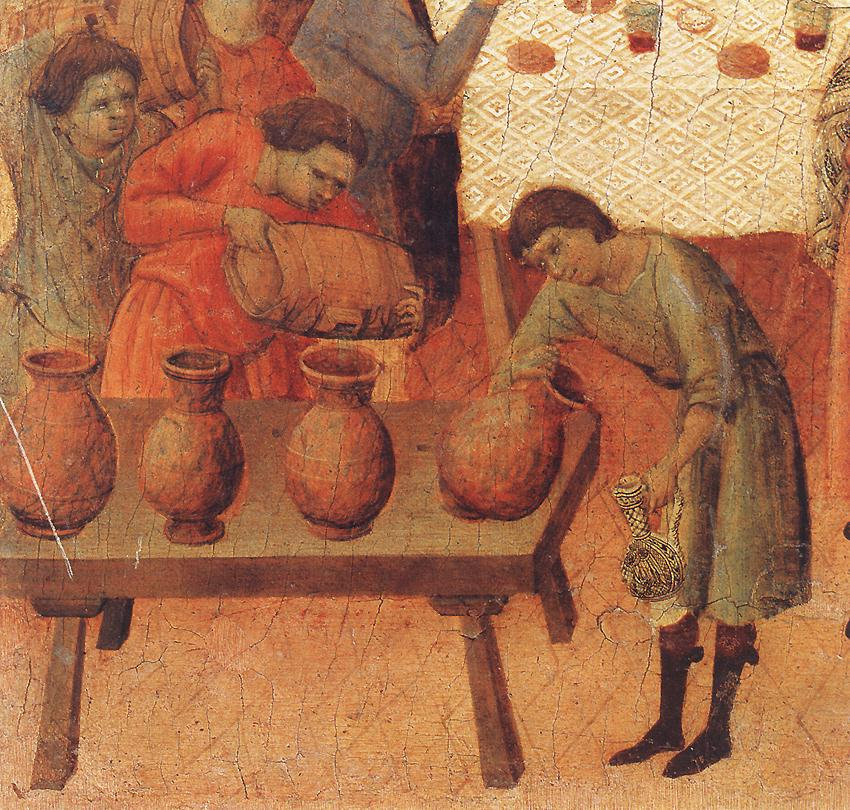
Dettaglio dei servi.

Le Nozze di Cana  è un episodio narrato nel Vangelo di Giovanni del primo miracolo di Gesù in cui compie la tramutazione dell'acqua in vino. Gesù è raffigurato seduto al tavolo testa con Maria Vergine alla sua destra. A quel tempo, nel suo ministero, Gesù aveva cinque apostoli seduti sulla parte sinistra.  I servi, vestiti nel XIV secolo, stanno servendo l'acqua, che Gesù ha trasformato in vino nei vasi di pietra.
Lo stile bizantino si riflette in posizioni alquanto gerarchiche con stravaganti aureole. Duccio ha dato alla scena il suo trattamento dettagliato e narrativo con un manto decorativo.